# Großkredit
Unter einem Großkredit versteht man im Bankwesen einen Kredit, den ein Kreditinstitut an einen Kreditnehmer oder an eine Gruppe verbundener Kunden gewährt und dessen Höhe eine beachtliche Größenordnung erreicht. In der EU-weit gültigen Kapitaladäquanzverordnung (englische Abkürzung CRR) wird vom Großkredit gesprochen, wenn die Kredithöhe 10 % des Kernkapitals  des Kreditinstituts erreicht oder überschreitet (Art. 392 CRR II).

## Allgemeines
Die Bezeichnung als „Großkredit“ weist darauf hin, dass das Kreditvolumen an einen einzigen Kreditnehmer oder an eine Gruppe verbundener Kunden im Verhältnis zum haftenden Eigenkapital eine Höhe erreicht hat, die als solche bereits ein eigenständiges Risiko darstellt, ohne dass man das Kreditrisiko des Kreditnehmers untersuchen muss. Großkredite widersprechen der bankbetrieblichen Risikopolitik nach Diversifizierung der Kreditrisiken durch möglichst breite Risikostreuung auf eine Vielzahl von Kreditnehmeradressen (Granularität). Bei Großkrediten mit dem Risiko einer Konzentration auf eine einzige Adresse ist das Kreditrisiko jedoch nicht genügend diversifiziert. Großkredite gehören deshalb zu den Klumpenrisiken, bei denen sich identisch hohe Korrelationswerte eines einzigen Kreditnehmers häufen. Fällt ein Großkreditnehmer aus, besteht die Gefahr, dass die Bank als Ganzes in Schwierigkeiten gerät.

## Geschichte
Die Weltwirtschaftskrise vom Oktober 1929 führte ab Mai 1931 zur Deutschen Bankenkrise. Die damals zweitgrößte deutsche Bank, die Darmstädter und Nationalbank, musste nach dem Konkurs ihres Kreditnehmers Nordwolle hohe Kreditverluste hinnehmen und ihre Schalter am 13. Juli 1931 schließen. Weitere hohe Verluste bei Kreditinstituten durch Risikokumulation lösten die Absicht des deutschen Gesetzgebers aus, große Kredite an einen Kreditnehmer zu beschränken. Otto Christian Fischer schlug in der Bankenquete vom November 1934 erstmals vor, die vertretbare Höhe der Einzelkredite vom Eigenkapital der Bank abhängig zu machen. So sah dann § 12 KWG vom 5. Dezember 1934 erstmals im Rahmen einer Großkreditregelung vor, dass die Evidenzzentrale der Reichsbank Großkredite ab 1 Million Reichsmark zu erfassen hatte. Damit gab es erstmals eine Meldepflicht für Kredite. Die Gesetzesbegründung beklagte, dass „der Großkredit in allen Zweigen des Kreditgewerbes übertrieben gepflegt“ werde und deshalb eine Quelle für Kapitalfehlleitungen und Kapitalverluste darstelle. Für die Deutsche Bundesbank war schließlich „erwiesen, dass die weit überwiegende Zahl der Bankinsolvenzen seit 1962 im Zusammenhang mit uneinbringlich gewordenen Großkrediten stand“. Eine KWG-Novelle vom März 1976 brachte eine weitere Verschärfung der Großkreditregeln. Die Großkreditdefinition wurde mit 15 % beibehalten, jedoch mussten Bankbürgschaften und Bankgarantien in voller Höhe einbezogen werden. Die Großkrediteinzelobergrenze wurde von 100 % auf 75 % der Eigenmittel der Bank gesenkt; außerdem wurde die Soll-Vorschrift formal in eine Muss-Vorschrift umgewandelt. Es fehlte aber weiterhin die Einbeziehung deutscher Banktochtergesellschaften im Ausland.
Im April 1980 erwarb die IBH-Holding die „Wibau“-Beteiligung von der SMH-Bank, die seitdem als Hausbank des IBH-Konzerns fungierte und die künftigen Unternehmenskäufe des IBH-Konzerns mit Bankkrediten finanzierte. Als die weltweite Baukrise auch den Baumaschinenhandel und damit die IBH-Gruppe erfasste, musste der IBH-Konzern im Jahre 1982 Verluste von 212 Mio. DM verkraften. Das IBH-Kreditvolumen bei der SMH-Bank betrug im November 1983 insgesamt 898 Millionen DM bei einem Bankkapital von 110 Millionen DM. Dieses Kreditvolumen erreichte das Achtfache der Eigenmittel der Bank, die die damals geltenden Großkreditvorschriften umgangen hatte, weil die IBH-Kredite der Luxemburger SMH-Tochter (473 Mio. DM) wegen einer Gesetzeslücke nicht bei Großkrediten mitgerechnet werden mussten. Nach damaligen Vorschriften durften nur 75 % der Eigenmittel an einen einzigen Kreditnehmer ausgeliehen werden, was im Inland auch eingehalten wurde. Wie die Herstatt-Pleite zog auch die SMH-Krise regulatorische Konsequenzen nach sich und löste im Januar 1985 eine weitere KWG-Novellierung aus. Folgen waren eine Konsolidierungspflicht ausländischer Banktöchter bei Großkrediten und deren weitere Verschärfung. Die Großkrediteinzelobergrenze wurde von 75 % auf 50 % abgesenkt, die Großkreditteilobergrenze ersatzlos gestrichen. Im Januar 1994 erfolgte die Umsetzung der Großkredit-Richtlinie, wonach Großkredite nunmehr bei 10 % (vorher 15 %) der Eigenmittel begannen und die Höchstgrenze für den Einzelkredit an einen Kunden oder dessen Gruppe auf 25 % (50 %) herabgesetzt wurde. Die 6. KWG-Novelle vom Oktober 1997 setzte die Kapitaladäquanz-Richtlinie um. Die Großkreditvorschriften unterschieden sich nun danach, ob eine Bank in größerem Umfang im Eigenhandel mit Wertpapieren und Finanzderivaten tätig und damit als Handelsbuchinstitut anzusehen ist oder als Nichthandelsbuchinstitut gilt.
Ein Großkredit lag nach der bis Dezember 2013 geltenden Legaldefinition des § 13 Abs. 1 KWG a.F. vor, wenn das einem Kreditnehmer oder dessen Gruppe gewährte Gesamtkreditvolumen insgesamt 10 % des haftenden Eigenkapitals der kreditgebenden Bank erreicht oder übersteigt („Großkreditdefinitionsgrenze“). Das Gesetz unterschied zwischen der „Großkrediteinzelobergrenze“ und der „Großkreditgesamtobergrenze“ (§ 13 Abs. 3 KWG). Während die Großkrediteinzelobergrenze alle Kredite an eine Gruppe verbundener Kunden erfasste, betraf die Großkreditgesamtobergrenze alle Großkredite eines Kreditinstituts. Die seit Januar 2014 geltende Fassung des § 13 Abs. 1 KWG enthält eine gesetzliche Ermächtigung, Art, Umfang, Zeitpunkt und Form der Angaben nach den Regelungen des Art 394 CRR vorzunehmen. Das österreichische Pendant in § 75 BWG neuer Fassung regelt nunmehr – analog zu dem deutschen Millionenkreditmeldesystem – die Meldungen der österreichischen Banken nach der Zentralkreditregistermeldungsverordnung (ZKRMV).

## Neuregelung
Großkredite sind heute europaweit durch die Kapitaladäquanzverordnung (CRR) aufgrund der Verordnung (EU) 575/EU vom 26. Juni 2013 bzw. Korrektur umgesetzt, welche ab 1. Januar 2014 inhaltlich die vorher bestehenden Regelungen nach § 13 KWG a.F. (Deutschland) bzw. § 75 BWG a.F. (Österreich) ablöste.

### Meldepflichten
Nach Art. 392 CRR ist eine Risikoposition eines Instituts an einen Kunden oder eine Gruppe verbundener Kunden ein Großkredit, wenn sein Wert 10 % der anrechenbaren Eigenmittel des Instituts erreicht oder überschreitet. Diese Großkredite sind nach Art. 394 Abs. 1 CRR den zuständigen Bankaufsichtsbehörden zu melden. Zusätzlich zu den Großkrediten haben die Institute nach Art. 394 Abs. 2 CRR den Bankaufsichtsbehörden ihre 10 größten Kredite gegenüber Instituten und ihre 10 größten Kredite gegenüber nicht beaufsichtigten Unternehmen der Finanzbranche zu melden. Die Meldestandards sind durch die Durchführungsverordnung (EU) Nr. 680/2014 der Kommission zur Festlegung technischer Durchführungsstandards für die aufsichtlichen Meldungen der Institute gemäß CRR festgelegt und haben die bisherigen Großkreditmelderegelungen (in Deutschland Merkblatt der Bundesbank zu den Meldungen nach §§ 13, 14 KWG sowie GKE-Richtlinie der Österreichischen Nationalbank) abgelöst.

### Limitierung
Der Hauptzweck der Großkreditregelungen liegt jedoch nicht in der Anzeige dieser Kredite, sondern in der Begrenzung dieser Kredite aufgrund ihres hohen Risikos für die Institute. Hierzu regelt Art. 395 CRR, dass ein Großkredit an einen Kunden oder eine Gruppe verbundener Kunden den Wert von 25 % des Kernkapitals des jeweiligen Instituts nicht überschreiten darf. Von diesen Limitierungsregeln des Art. 395 CRR sind jedoch nach Art. 400 Abs. 1 bestimmte Risikopositionen ausgenommen. Hierzu gehören Kredite an Staaten (insbesondere europäische Staatsanleihen), Zentralbanken und Kommunalkredite mit einem Risikogewicht von 0 % oder von diesen garantierte Kredite (Art. 400 Abs. 1 CRR) und durch Verpfändung von Bankguthaben/Sparbriefen beim kreditgewährenden Institut gesicherte Kredite. National können auf Basis von Art. 493 Abs. 3 CRR weitere Risikopositionen von den Limitierungsregeln ausgenommen werden. In Deutschland erfolgte dies durch §§ 1 und § 2 GroMiKV. Danach sind unter anderem voll gedeckte Schuldverschreibungen (etwa Pfandbriefe), Interbankforderungen und zu 50 % Dokumentenakkreditive und nicht in Anspruch genommene Kreditzusagen nicht auf Großkredite anrechenbar. Zur Anwendung der Ausnahmen der Wahlrechte nach Art. 400 Abs. 2 CRR innerhalb des SSM hat die EZB eine Verordnung (2016/445) erlassen, welche jedoch nicht für deutsche Institute einschlägig ist, da für diese die GroMiKV Anwendung findet. Neben den o. g. Ausnahmen besteht für kleine Institute noch nach Art. 395 Abs. 2 CRR eine separate Institutsobergrenze, nach der die Risikoposition gegenüber einem CRR-Institut bis zu 100 % der anrechenbaren Eigenmittel des kreditgewährenden Instituts, maximal aber 150 Mio. Euro, betragen kann.
Die Begrenzung von 25 % gilt nicht nur für einen einzelnen Kunden, sondern auch für eine Gruppe verbundener Kunden, welche in Art. 4 Abs. 1 Nr. 39 CRR definiert sind.

## Formelle Kriterien
Vor der Gewährung eines Großkredits ist bankintern nach § 13 Abs. 2 KWG ein einstimmiger Beschluss aller Geschäftsleiter herbeizuführen. Geschäftsleiter sind Vorstand oder Geschäftsführung der Bank. Diese Vorschrift greift in die bankinternen Kompetenzregelungen ein und verlangt unabhängig von der Betragshöhe des Großkredits eine Genehmigung durch alle Geschäftsleiter. Allerdings ist ein Kreditvertrag auch dann gültig, wenn der einstimmige Beschluss aller Geschäftsleiter nicht vorliegt oder ungültig ist. Die Anzeigepflichten sind geregelt in Art. 394 CRR, die Obergrenze für jeden Großkredit (25 % der anrechenbaren Eigenmittel) in Art. 395 CRR.